# Leave Out All the Rest
Leave Out All the Rest è un singolo del gruppo musicale statunitense Linkin Park, pubblicato il 14 luglio 2008 come quinto estratto dal terzo album in studio Minutes to Midnight.

## Descrizione
Inizialmente intitolata Fear (demo successivamente inserita nell'EP LP Underground 9: Demos), nel corso della sua realizzazione il gruppo ha cambiato il testo circa trenta volte prima di ottenere la versione definitiva.
Il brano parla di qualcuno che ha compiuto pessime scelte durante il corso della vita e funge da confessione (possibilmente ad una donna amata o ad un amico) in attesa di un perdono. La canzone comincia con l'esecuzione di alcuni archi e di una tastiera e combina suoni di sintetizzatori con suoni di chitarra distorta.
Il brano è stato inserito nella colonna sonora del film Twilight del 2008, oltre ad essere stato utilizzato nell'episodio La stanza delle torture di CSI - Scena del crimine.

## Pubblicazione
Durante un'intervista per la rivista Kerrang, il cantante del gruppo, Chester Bennington, aveva affermato a proposito di Leave Out All the Rest: 
 La pubblicazione della traccia come singolo è stata confermata da Mike Shinoda durante un'intervista con MTV e a metà luglio 2008 il singolo fu commercializzato.

## Video musicale
Il video, diretto dal DJ del gruppo Joe Hahn e reso disponibile il 30 maggio 2008, ha un'ambientazione fantascientifica e mostra come vivrebbe la band se fosse confinata nello spazio. I Linkin Park vivono in un'astronave che sta viaggiando attraverso la galassia. Ad un tratto, l'interazione gravitazionale diminuisce all'interno di essa, spedendo i membri del gruppo a vagare nell'universo. Nel video è evidente l'influenza del film Sunshine.

## Tracce
CD promozionale (Regno Unito)
1. Leave Out All the Rest (Live) – 3:27
2. Leave Out All the Rest – 3:21

CD promozionale (Stati Uniti)
1. Leave Out All the Rest – 3:21

CD singolo (Australia, Germania – 2ª versione, Regno Unito)
1. Leave Out All the Rest – 3:19
2. In Pieces (Live from Projekt Revolution, Washington DC, Aug. 19 '07) – 3:47

CD singolo (Germania – 1ª versione)
1. Leave Out All the Rest – 3:19
2. Leave Out All the Rest (Live from Projekt Revolution, Detroit MI, Aug 22 '07) – 3:26

CD singolo (Giappone)
1. Leave Out All the Rest – 3:19
2. Leave Out All the Rest (Live from Projekt Revolution, Detroit MI, Aug 22 '07) – 3:26
3. L.O.A.T.R. (M. Shinoda Remix) – 3:46
4. Leave Out All the Rest (Video)
5. Leave Out All the Rest (Live Video)

CD maxi-singolo (Germania), download digitale
1. Leave Out All the Rest – 3:19
2. In Pieces (Live from Projekt Revolution, Washington DC, Aug. 19 '07) – 3:47
3. Leave Out All the Rest (Live from Projekt Revolution, Detroit MI, Aug 22 '07) – 3:26
4. Leave Out All the Rest (Video) – assente nell'edizione digitale

## Formazione
Hanno partecipato alle registrazioni, secondo le note di copertina di Minutes to Midnight:
Gruppo
- Chester Bennington – voce
- Rob Bourdon – batteria, cori
- Brad Delson – chitarra solista, cori, arrangiamento strumenti ad arco
- Joe Hahn – giradischi, campionatore, cori
- Phoenix – basso, cori
- Mike Shinoda – voce, chitarra ritmica, pianoforte, tastiera, arrangiamento strumenti ad arco

Altri musicisti
- David Campbell – arrangiamento strumenti ad arco, direzione
- Charles Bisharat – violino
- Mario de Leon – violino
- Armen Garabedian – violino
- Julian Hallmark – violino
- Gerry Hilera – violino
- Songa Lee-Kitto – violino
- Natalie Leggett – violino
- Josefina Vergara – violino
- Sara Parkins – violino
- Matt Funes – viola
- Andrew Picken – viola
- Larry Corbett – violoncello
- Suzie Katayama – violoncello
- Oscar Hidalgo – contrabbasso

Produzione
- Rick Rubin – produzione
- Mike Shinoda – produzione
- Andrew Scheps – ingegneria del suono
- Ethan Mates – ingegneria del suono
- Dana Nielsen – ingegneria del suono
- Phillip Broussard, Jr. – assistenza tecnica
- Eric Talaba – ingegneria Pro Tools
- Neal Avron – missaggio
- George Gumbs – assistenza missaggio
- Nicolas Fournier – assistenza missaggio
- Dave Collins – mastering

## Classifiche
| Classifica (2008-17)             | Posizione massima |
| -------------------------------- | ----------------- |
| Argentina                        | 46                |
| Australia                        | 24                |
| Austria                          | 17                |
| Belgio (Vallonia)                | 62                |
| Finlandia                        | 19                |
| Germania                         | 15                |
| Nuova Zelanda                    | 38                |
| Regno Unito                      | 90                |
| Stati Uniti                      | 94                |
| Stati Uniti (adult top 40)       | 23                |
| Stati Uniti (alternative)        | 11                |
| Stati Uniti (mainstream rock)    | 33                |
| Stati Uniti (rock & alternative) | 22                |
| Svezia                           | 42                |
| Svizzera                         | 36                |